# Parc Rives-de-Seine
Parc Rives-de-Seine je veřejný park, který se nachází v Paříži, rozkládá se podél obou stran řeky Seiny na jejím nábřeží. Park byl kompletně otevřen v roce 2017.

## Poloha
Tento park se nachází v centru Paříže, na obou březích řeky Seiny včetně části rychlostních komunikací voie Georges-Pompidou a express Rive-Gauche. Na levém břehu začíná od mostu Alma po pont Royal, na pravém břehu se rozkládá od Pont Neuf po Pont de Sully a Jardin du port de l'Arsenal.

## Historie
V roce 1967 byly na pravostranném břehu Seiny pod nábřežími zprovozněny rychlostní silnice pro automobily, motocykly a nákladních automobily se zákazem vstupu pro chodce. V roce 1995 pařížská radnice rozhodla uzavřít o nedělích automobilový provoz na břehu řeky ve prospěch chodců. Po vzniku Pařížské pláže v roce 2002 se silnice každoročně uzavírala od konce července do konce srpna, kdy doprava v hlavním městě poklesla. Na jaře 2013 byla rychlostní silnice Rive-Gauche dočasně upravena pro pěší a mezi Musée d'Orsay a Pont de l'Alma vznikla Promenade des Berges-de-la-Seine-André-Gorz. V létě 2016 souběžně se zřízením pařížských pláží byl zastaven automobilový provoz na silnici Georges-Pompidou mezi Tunelem Tuileries a přístavem Arsenal. Park Rives-de-Seine byl jako takový slavnostně otevřen 2. dubna 2017. Ve skutečnosti se jednalo o spojení částí uzavřených pro dopravu rychlostní silnice Rive-Gauche a části silnice Georges-Pompidou, jejíž centrum představuje Jardin Federico-García-Lorca.